# Aeroportul Municipal La Porte
Aeroportul Municipal La Porte (IATA: LPO, ICAO: KPPO, FAA LID: PPO) este un aeroport din Indiana, Statele Unite ale Americii ce deservește zona La Porte⁠(d). A fost numit după zona deservită.
Situat la o altitudine de 247 m, aeroportul dispune de 2 piste.

## Infrastructură

### Piste
Aeroportul dispune de 2 piste. Pista 2/20 are suprafața de asfalt și dimensiunile 5.000 picioare × 75 picioare. Pista 14/32 are suprafața de asfalt și dimensiunile 2.798 picioare × 60 picioare. 